# Glyn Jemmott Nelson
Glyn Jemmott Nelson (New Grant, Trinidad y Tobago, 31 de agosto de 1969) es un sacerdote católico trinitense defensor de los derechos humanos de las personas afromexicanas y afrodescendientes en México. Es reconocido como impulsor del movimiento por la defensa de los derechos colectivos en México y fundador de los Encuentros de Pueblos Negros.

## Biografía
Glyn Jemmott nació en New Grant, Trinidad y Tobago. Inició su educación en San Fernando y estudió ingeniería durante tres años antes de ingresar al seminario en septiembre de 1955. Se convirtió al catolicismo a los catorce años, después de haber sido anglicano.
En 1980, Jemmott llegó a México y comenzó a trabajar en la Iglesia de San Jacinto en San Ángel, Ciudad de México. Posteriormente, se trasladó a la región de Costa Chicaen Oaxaca, un área con una significativa población afromexicana. Aquí, Jemmott inició su labor como defensor de los derechos humanos de los afrodescendientes.
En marzo de 1997, Jemmott organizó el Primer Encuentro de Pueblos Negros en El Ciruelo, Oaxaca, que reunió a habitantes de Guerrero y Oaxaca para reflexionar sobre su historia y presencia en México. Tres años después, fundó la organización México Negro A.C., dedicada a mejorar la calidad de vida de los afrodescendientes, promover el reconocimiento de sus derechos,y darles visibilidad.
Bajo su liderazgo, se crearon una biblioteca y una escuela secundaria en la comunidad de El Ciruelo. También estableció el Centro Cultural Cimarrón, que se ha convertido en un espacio para la enseñanza de las artes plásticas. Las obras creadas en este centro han sido exhibidas en Detroit, Estados Unidos, y en galerías de Oaxaca. Además, tres mujeres de la comunidad han obtenido becas para estudiar en la Escuela de Bellas Artes de la Universidad Autónoma Benito Juárez de Oaxaca (UABJO).

## Trayectoria
Glynn es reconocido como representante del movimiento social afrodescendiente en México se desempeñó como organizador del Comité de Pueblos Negros, que dio origen al Primer Encuentro de Pueblos Negros en la comunidad de El Ciruelo, Oaxaca.
Su pensamiento está marcado por un fuerte sentido del deber desde la ancestralidad y un compromiso con la justicia y la igualdad, dentro de la línea de trabajo del movimiento político afromexicano sus palabras y textos hacen éndasis en la importancia de reconocer y reparar simbólicamente las injusticias pasadas, promover una visión inclusiva de la historia, donde todos los grupos, incluidos los minoritarios, son valorados y reconocidos como un componente esencial para definir la identidad colectiva ("quiénes somos") y para fortalecer la noción del futuro ("a dónde vamos").

El proceso de autodescubrimiento en la vida de una persona es un paso necesario en el camino a la autoaceptación. Esto permite armonizar historias desarticuladas y conflictivas para reconciliar el pasado con el presente y celebrar lo que es singular en cada curva del accidentado trayecto hacia el presente. Lo mismo ocurre con las naciones: todo capítulo de la historia de una nación, toda persona que contribuyó a su crecimiento y todo grupo social y étnico minoritario deben ser aceptados y tenidos en cuenta en señal de reparación, aunque sea simbólica, de injusticias pasadas. También en señal de reconocimiento de “quiénes somos” y del compromiso colectivo con la igualdad.
Glyn Jemmott Nelson

Su labor ha sido crucial para que las personas afromexicanas fueran reconocidas oficialmente.

## Encuentro de Pueblos Negros

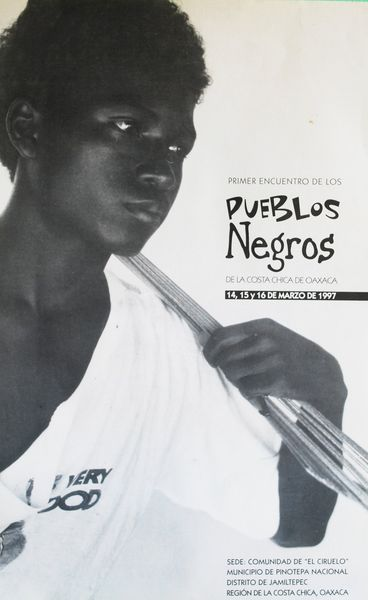
Poster del Primer Encuentro de Pueblos Negros en México, El Ciruelo, Oaxaca 1997

Glyn es reconocido como el creador de los Encuentros de Pueblos Negros, espacio fundamental de organización de la población afrodescendiente en México, se define a los encuentros como un foro para difundir las expresiones culturales, políticas y sociales de la comunidad afromexicana.
La primera edición del Encuentro se llevó a cabo el 14 de marzo de 1997 en la comunidad de El Ciruelo, municipio de Pinotepa Nacional, Oaxaca. Desde entonces, desde esa fecha, anualmente comunidades afrodescendientes así como organizaciones de la sociedad civil, representantes afrodescendientes, investigadores e instituciones públicas, quienes se han reunido para compartir reflexiones y experiencias sobre los avances y desafíos en la lucha por los derechos colectivos de la comunidad afro, así como para construir agendas colectivas a nivel comunitario y nacional. 

### Encuentros de Pueblos Negros realizados
| Edición                           | Fecha                                | Sede                                                  |
| --------------------------------- | ------------------------------------ | ----------------------------------------------------- |
| I Encuentro de Pueblos Negros     | 14, 15 y 16 de marzo de 1997         | El Ciruelo, Santiago Pinotepa Nacional, Oaxaca        |
| II Encuentro de Pueblos Negros    | 13, 14 y 15 de marzo de 1998         | San José Estancia Grande, Oaxaca                      |
| III Encuentro de Pueblos Negros   | 10, 11, 12, 13 y 14 de marzo de 1999 | Cuajinicuilapa, Guerrero                              |
| IV Encuentro de Pueblos Negros    | 22,23,24,25 y 26 de marzo del 2000   | Collantes, Oaxaca                                     |
| V Encuentro de Pueblos Negros     | 22,23,24 y 25 de marzo de 2001       | Santiago Tapextla, Oaxaca.                            |
| VI Encuentro de Pueblos Negros    | 14,15,16 y 17 de marzo de 2002       | Cuajinicuilapa, Guerrero.                             |
| VII Encuentro de Pueblos Negros   | 20, 21, 22 y 23 de marzo de 2003     | Santo Domingo de Armenta, Santiago Jamiltepec, Oaxaca |
| VIII Encuentro de Pueblos Negros  | 11, 12, 13 y 14 de marzo de 2004     | Huehuetán, Guerrero                                   |
| IX Encuentro de Pueblos Negros    | 10,11,12, y 13 de marzo de 2005      | Corralero, Pinotepa Nacional, Oaxaca.                 |
| X Encuentro de Pueblos Negros     | 16,17,18 y 19 de marzo de 2006       | El Ciruelo,Pinotepa Nacional, Oaxaca.                 |
| XI Encuentro de Pueblos Negros    | 15,16,17 y18 de marzo de 2008        | Juchitán, Guerrero.                                   |
| XII Encuentro de Pueblos Negros   | 16,17 y 18 de abril de 2010          | Huehuetán, Azoyú, Guerrero.                           |
| XIII Encuentro de Pueblos Negros  | 11, 12 y 13 de marzo de 2011         | El Pitayo, Cuajinicuilapa, Guerrero                   |
| XIV Encuentro de Pueblos Negros   | 26, 27 Y 28 de abril de 2013         | Lagunillas, Pinotepa Nacional, Oaxaca.                |
| XV Encuentro de Pueblos Negros    | 27,28 y 29 de noviembre de 2014      | Cuajinicuilapa, Guerrero.                             |
| XVI Encuentro de Pueblos Negros   | 13 y 14 de noviembre de 2015         | El azufre, Tututepec, Oaxaca                          |
| XVII Encuentro de Pueblos Negros  | 17 y 18 de noviembre de 2016         | Vista Hermosa, Ometepec, Guerrero                     |
| XVIII Encuentro de Pueblos Negros | 17 y 18 de noviembre de 2017         | Mata Clara, Cuitláhuac, Veracruz.                     |
| XIX Encuentro de Pueblos Negros   | 9 y 10 de noviembre de 2018          | Múzquiz , Coahuila                                    |
| XX Encuentro de Pueblos Negros    | 15 y 16 de noviembre de 2019         | Coyoacán, Ciudad de México                            |
| XXI Encuentro de Pueblos Negros   | 12,13 y 14 de noviembre de 2020      | Plataformas digitales:                                |
| XXII Encuentro de Pueblos Negros  | 18 y 19 de noviembre de 2022         | San José Río Verde, Jamiltepec, Oaxaca                |
| XXIII Encuentro de Pueblos Negros | 18 y 19 de noviembre de 2022         | San José Río Verde, Jamiltepec, Oaxaca                |
| XXIV Encuentro de Pueblos Negros  | 18 y 19 de noviembre de 2023         | Tamiahua, Veracruz                                    |